# Bergrenspin
De bergrenspin (Philodromus poecilus) is een spinnensoort uit de familie renspinnen (Philodromidae).
De naam Philodromus poecilus werd in 1872 gepubliceerd door Tamerlan Thorell.